# Монтеферранте
Монтеферранте (итал. Monteferrante) — коммуна в Италии, расположена в регионе Абруццо, подчиняется административному центру Кьети.
Население составляет 190 человек, плотность населения составляет 13 чел./км². Занимает площадь 15 км². Почтовый индекс — 66040. Телефонный код — 0872.
Покровителем города считается Иоанн Креститель, празднование 24 июня.